# Борисоглібська Ганна Іванівна
Га́нна Іва́нівна Борисоглі́бська (справжнє прізвище Сидоре́нко-Свиде́рська; 26 грудня 1867 (7 січня 1868), Себеж — 26 вересня 1939, Київ) — українська акторка театру та німого кіно. Народна артистка УРСР (1936). Одна з організаторів у Першого Державного українського театру імені Т. Шевченка.

## Життєпис
Народилася 1 (13 липня) 1868 року у місті Себежі Вітебської губернії (тепер Псковської області) в сім'ї службовця. Разом з батьками переїхала до міста Ізюма на Харківщині, де й пройшло її дитинство. Освіту здобула в Харкові в школі «Благодійного товариства».
В 1886 році склала при Харківському університеті іспит на звання народної учительки, того ж року почала учителювати в селі Новоселівці Ізюмського повіту на Харківщині.

### Робота в театрі
Театром захоплювалася з дитинства. В аматорських гуртках міста Слов'янська, де Ганна жила з сім'єю, з великим успіхом грала ролі Одарки («Сватання на Гончарівці» Квітки-Основ'яненка) і Терпилихи («Наталка Полтавка» Котляревського). На запрошення Марка Кропивницького в 1888 році вступила на професійну сцену, на все життя пов'язавши свою долю з українським театром. У трупі Кропивницького працювала до 1902 року, потім чотири роки в трупі Панаса Саксаганського і Карпенка-Карого, в 1906–1907 роках гастролювала з трупами Шатківського і Колесниченка. В 1907–1917 роках працювала в першому українському стаціонарному театрі у Києві під керівництвом Миколи Садовського.
Створила велику галерею яскравих сценічних образів в театрі: Риндичка, Текля, Гапка, Варвара («По ревізії», «Доки сонце зійде, роса очі виїсть», «Зайдиголова», «Чмир» Кропивницького), Секлета, Вустя («За двома зайцями», «Ой не ходи, Грицю…» Старицького), Ганна («Безталанна» Карпенка-Карого), мати (в п'єсах «Суєта» Карпенка-Карого і «Лісова пісня» Лесі Українки), Стеха («Назар Стодоля» Шевченка), Шкандибиха («Лимерівна» Панаса Мирного), Мазайлиха («Мина Мазайло» Миколи Куліша).
Після Жовтневого перевороту була однією з організаторів у Києві Першого Державного українського театру імені Т. Шевченка (нині в місті Дніпро — Дніпропетровський академічний український музично-драматичний театр імені Тараса Шевченка).
У 1920–1925 роках перебувала на Західній Україні, де виступала в різних театральних трупах, зокрема в трупі М. Орла-Степняка.
З 1925 року і до кінця життя працювала в Київському театрі імені І. Франка. Тут вона створила образи у п'єсах: Орина («97» Куліша), Клара («Страх» Афіногенова), Марфа, Варвара («Правда», «Богдан Хмельницький» Корнійчука).

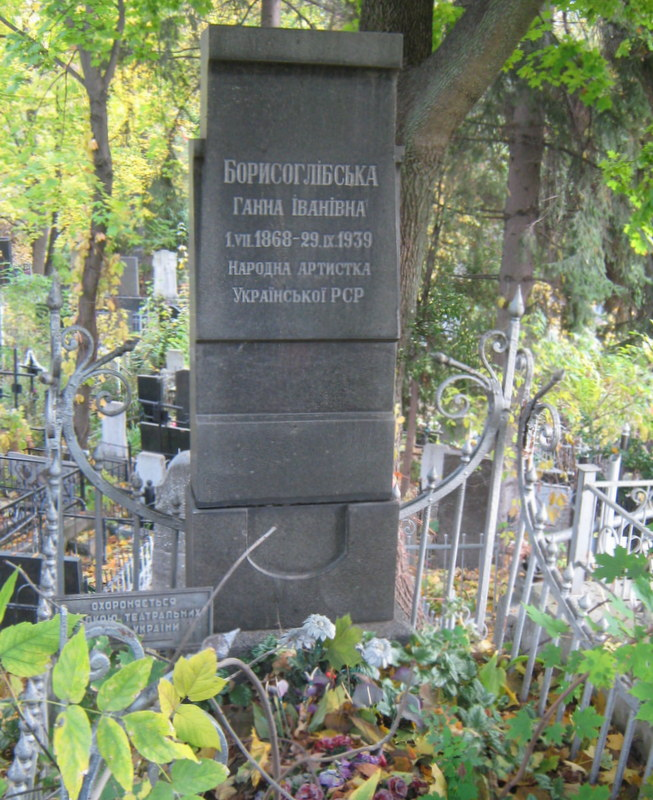
Могила Ганни Борисоглібської

Жила в Києві. Померла 29 вересня 1939 року.
Похована в Києві на Байковому кладовищі (ділянка № 2). Могила охороняється Спілкою театральних діячів України.

## Ролі
- Ганна («Безталанна» Івана Карпенка-Карого)
- Шкандибиха («Лимерівна» Панаса Мирного)
- Хівря («Сорочинський ярмарок» Михайла Старицького)
- Клара («Страх» Олександра Афіногєнова)
- Марія Тарасівна, Варвара («Платон Кречет», «Богдан Хмельницький» Олександра Корнійчука)

## Фільмографія
- 1911 — «Наталка-Полтавка» (фільм-спектакль, Терпилиха)
- 1912 — «Пан Штукаревич, або Оказія, якої не було»
- 1912 — «Запорізький скарб» (стара циганка)
- 1933 — «Коліївщина» (Уляна, мати Семена)
- 1939 — «Стожари» (к/м, делегат)
- 1939 — «Щорс» (ткаля)